# Dogma
Dogma är en amerikansk komedifilm från 1999 i regi av Kevin Smith, med bland annat Ben Affleck, Matt Damon och Linda Fiorentino i huvudrollerna. Filmen hade Sverigepremiär den 20 april 2000. Namnet dogma är engelska av grekiskans δόγμα ['dogma] och betyder "dogm".

## Handling
De två fallna änglarna Loke och Bartleby har upptäckt ett kryphål i den kristna trosläran, dogmatiken, ett sätt att få Guds förlåtelse. Allt de behöver göra för att öppna himlen är att bege sig till en kyrka i New Jersey, som under en värvningskampanj utlovar syndernas förlåtelse till alla som, under en viss tid, passerar kyrkovalvet. Det finns dock ett litet problem med deras plan: Om de lyckas är Gud bevisligen inte ofelbar och då kommer jämvikten mellan gott och ont att sättas ur spel, vilket i sin tur innebär att all existens upphör. En avlägsen släkting till Jesus får därför i uppdrag att stoppa Loke och Bartleby.

## Om filmen
Filmen är inspelad i Pinnacle Studios i Trafford, New Kensington och Pittsburgh, Pennsylvania, Asbury Park och Highlands, New Jersey samt i Los Angeles, Kalifornien.
Filmen mötes av protester från katoliker som ansåg att filmen var hädisk. Kevin Smith, som själv är katolik, tyckte detta var absurt. En protest av demonstrationerna blev ett inslag på lokalnyheterna i Smiths hemstad. Nyhetsteamet upptäckte att Kevin Smith själv hade dykt upp bland demonstranterna.

## Rollista i urval
- Ben Affleck – Bartleby
- Matt Damon – Loki
- Linda Fiorentino – Bethany Sloane
- Salma Hayek – Serendipity
- Jason Lee – Azrael
- George Carlin – Kardinal Ignatius Glick
- Jason Mewes – Jay
- Kevin Smith – Silent Bob
- Alan Rickman – Metatron
- Chris Rock – Rufus
- Alanis Morissette – Gud
- Bud Cort – John Doe Jersey